# Kóka
Kóka là một thị trấn thuộc hạt Pest, Hungary. Thị trấn này có diện tích 44,36 km², dân số năm 2010 là 4487 người, mật độ 101 người/km².